# Renato Ruffinatti
Renato Ruffinatti, indicato talvolta erroneamente come Renato Ruffinato (Giaveno, 25 settembre 1925 – Forno di Coazze, 13 maggio 1944), è stato un partigiano italiano, medaglia d'oro al valor militare alla memoria.

## Biografia
Non era ancora diciottenne e non aveva obblighi militari quando, lasciato il suo lavoro, dopo l'armistizio, si unì ai partigiani della Divisione Autonoma "Sergio De Vitis", attiva nella zona del Pellice e della Val Sangone. La sua resistenza nelle marce gli valse tra i compagni l'appellativo scherzoso di "gigante della montagna". In effetti, il ragazzo; che conosceva molto bene la zona, fu di grande aiuto nei trasferimenti dalle basi di montagna alla pianura, quando occorreva aggirare i posti di blocco nazifascisti e mantenere i contatti con i vari gruppi di partigiani.
Renato, dopo uno scontro cruento, fu catturato nel suo paese natale l'11 maggio 1944 e non rivelò la sua vera identità per evitare rappresaglie contro i suoi familiari. Prima di trucidarlo, i fascisti lo costrinsero a scavarsi la fossa.

## Onorificenze
A Renato Ruffinatti è stata intitolata una piazza di Giaveno.